# Nucleo rosso
Il nucleo rosso (o sostanza rossa) è un nucleo proprio del mesencefalo. Esso è ben riconoscibile nel materiale fresco, per il colorito rossiccio dovuto alla presenza di ferro, di forma cilindroide, situato nella metà rostrale del tegmento del mesencefalo all'altezza dei tubercoli quadrigemini (o collicoli) superiori, con i quali è in connessione bilaterali,. La sua metà rostrale sporge nel diencefalo, vi si possono distinguere:
- una porzione caudale (magnicellulare), con neuroni di grandi dimensioni a significato filogenetico più antico;
- una porzione rostrale (parvicellulare), con neuroni di piccole dimensioni filogenicamente più recenti;

Dalla porzione magnicellulare caudale  del nucleo rosso origina il fascio rubrospinale, che nell'incrociarsi costituisce la decussazione tegmentale ventrale per scendere lungo il tronco encefalico e il midollo spinale. Le fibre rubrospinali terminano nelle lamine V, VI e VII del midollo spinale: nel nucleo rosso si trovano motoneuroni superiori per il controllo del movimenti volontari. Questa via motoria, nell'uomo, non presenta una grande importanza. Il fascio corticorubro costituisce l'afferenza che il nucleo rosso riceve dalla corteccia telencefalica (in modo particolare dalle aree deputate al controllo motorio) oltre all'afferenza proveniente dal nucleo interposito (nucleo globoso ed emboliforme) del cervelletto controlaterale.
La componente parvicellulare, più importante nell'uomo, è coinvolta nel controllo motorio esercitato dal cervelletto. Riceve afferenze dal nucleo dentato del cervelletto controlaterale e invia fibre efferenti al nucleo olivare inferiore seguendo la via del tratto tegmentale centrale. I neuroni del nucleo olivare inferiore proiettano al cervelletto controlaterale mediante le fibre rampicanti. Si viene a chiudere la circuitazione cervelletto - nucleo rosso - nucleo olivare inferiore.
È attraversato da fibre che provengono dal nucleo del nervo oculomotore comune ma che non contraggono nessun rapporto funzionale col nucleo rosso.
Lesioni al nucleo rosso di solito ne causano un disturbo caratterizzato per la maggior parte da tremore controlaterale alla lesione, deficit nella coordinazione.

## Afferenze
- dal cervelletto (nucleo interposito), crociate, attraverso il peduncolo cerebellare superiore (fibre cerebello-rubre)
- dalla corteccia telencefalica (area premotoria): fibre cortico-rubre, dirette
- fibre dalla corteccia cerebrale, crociate
- dal corpo striato (pallido e putamen): fibre striato-rubre
- fibre collaterali delle vie sensitive (particolarmente del lemnisco mediale)
- fibre dai nuclei dei gangli della base
- Nucleo dentato (cervelletto) crociate

## Efferenze
- Midollo spinale (rubro-spinali): contingente principale, crociate, mandano collaterali al cervelletto e ai nuclei motori somatici di nervi cranici (particolarmente del faciale)
- Nucleo olivare inferiore e alla sostanza reticolare
- Talamo
- Nuclei nervi cranici (III, IV, V, VI, VII)

## Funzione
- Stazione intercalata su vie somatomotorie discendenti polisinaptiche (via extrapiramidale); probabilmente circuito riverberante cerebello-rubro-cerebellare
- Modulazione di risposte elaborate dal cervelletto che per la maggior parte vengono rinviate in basso al midollo spinale.
- Controllo sull'attività motoria soprattutto di tipo prossimale in relazione al controllo della postura e del controllo prossimale degli arti.
- Inibizione dell'attività dei nuclei profondi del cervelletto